# Лідон Муньйос
Лідон Муньйос (ісп. Lidón Muñoz, 3 грудня 1995) — іспанська плавчиня.
Учасниця Олімпійських Ігор 2020 року, де в попередніх запливах на дистанції 100 метрів вільним стилем посіла 27-ме місце і не потрапила до півфіналів. В естафеті 4x100 метрів комплексом її збірна посіла 16-те (останнє) місце і не потрапила до фіналу.